# X̀
La X con acento grave (Mayúscula: X̀ minúscula: x̀), es un grafema del alfabeto latino utilizado en algunas obras lingüísticas sobre las lenguas del Cáucaso. Esta es la letra X diacrítica con acento grave.

## Codificación
La X con acento grave se puede representar con los siguientes caracteres en Unicode
| forma     | representación | Código        | descripciones                             |
| --------- | -------------- | ------------- | ----------------------------------------- |
| Mayúscula | X̀              | U+0058 U+0300 | letra mayúscula latina x con acento grave |
| minúscula | x̀              | U+0078 U+0300 | letra minúscula latina x con acento grave |